# Direzione - Socialdemocrazia
Direzione – Socialdemocrazia (in slovacco Smer – sociálna demokracia) è un partito politico slovacco fondato nel 1999 da Robert Fico, esponente del Partito della Sinistra Democratica, che aveva raccolto i socialisti slovacchi dopo lo scioglimento, nel 1990, del Partito Comunista di Slovacchia.
Smer-SD è un partito descritto come nazionalista di sinistra e populista. Il suo posizionamento come partito socialdemocratico è stato messo in discussione. Il partito propugna il concetto di socialdemocrazia slovacca, caratterizzata da specificità nazionali.
Si tratta del partito più rappresentato al Consiglio nazionale slovacco dopo le elezioni del 2023.
Il partito è stato collegato a vari casi di presunta corruzione in Slovacchia; durante i 12 anni in cui è stato al governo, i media hanno rivelato oltre 30 casi sospetti di corruzione, mai dimostrati in tribunale.

## Storia
Agli inizi lo Smer volle porsi come un partito nuovo, come una forza della cosiddetta New Left, non legato né al passato comunista, né alla cultura socialista. Alle elezioni parlamentari del 2002, lo Smer ottenne il 13,5% dei voti, contro l'1,4 dello SDL, che rimase, quindi, molto distante dallo sbarramento del 5%. Lo Smer si propose, allora, come l'opposizione di sinistra moderata alla coalizione di governo formata da Unione Democratica e Cristiana Slovacca, Movimento Cristiano-Democratico, Alleanza del Nuovo Cittadino e Partito della Coalizione Ungherese. Fico cercò di qualificare il suo partito come un'opposizione più credibile di quella comunista, da un lato, e quella nazionalista (HZDS), dall'altro.
Nel 2004, lo Smer accettò la fusione con lo SDL e con altri due piccoli partiti socialdemocratici, l'Alternativa Social Democratica (anch'esso fuoriuscito dallo SDL) ed il Partito Social Democratico di Slovacchia, che nel 1992 era stato brevemente guidato da Alexander Dubček e che, nel 1998, aveva preso parte alla Coalizione Democratica Slovacca con i moderati del Movimento Cristiano-Democratico. Smer si posizionò come un partito di centro-sinistra e acquisì il nome attuale, sancendo così la formale adesione alla cultura socialdemocratica. Da qui l'adesione al Partito del Socialismo Europeo (PSE).
Alle elezioni parlamentari del 2006 Smer raddoppiò i propri consensi, passando dal 13,3 al 29,1% dei voti. Robert Fico fu nominato primo ministro, sulla base di un'insolita alleanza sinistra (Smer) – destra (HZDS-SNS). A seguito di questa alleanza Smer fu sospeso temporaneamente dal Partito del Socialismo Europeo il 12 ottobre 2006. La risoluzione di sospensione faceva riferimento alla dichiarazione del PSE adottata durante il congresso di Berlino del 2001, in cui i partiti membri rifiutavano alleanze e altre forme di cooperazione con partiti politici che fomentavano pregiudizi razziali o etnici e l'odio razziale. Il presidente del PSE, Poul Nyrup Rasmussen, dichiarò allo Slovak Spectator che "[...] formare una coalizione con l'estrema destra è inaccettabile". Smer fu riammesso il 14 febbraio 2008 dopo che Robert Fico e il leader dello SNS Jan Slota comunicarono con una lettera il loro impegno a rispettare i valori europei, i diritti umani e le minoranze etniche.
Alle elezioni parlamentari del 2010 Smer incrementò ancora i suoi consensi, spingendosi fino al 34,79% che gli è valso 62 seggi. Tuttavia, è stato estromesso dal governo, guidato da Iveta Radičová con l'appoggio di un'alleanza di quattro partiti: l'Unione Democratica e Cristiana Slovacca, il liberale Libertà e Solidarietà (SaS), il Movimento Cristiano-Democratico (KDH) e il partito etnico ungherese Most-Híd.
Alle elezioni parlamentari del 2012 Smer ha conquistato il 44,79% dei voti, ottenendo 83 seggi su 150 nel Parlamento unicamerale e potendo creare un governo monocolore, il primo nella storia della Slovacchia dal 1993.
Alle elezioni parlamentari del 2016 risultò nuovamente il primo partito nazionale, tuttavia, in un anno segnato dagli scioperi di insegnanti e infermieri, perse 34 seggi rispetto alla precedente legislatura e fu costretto a formare un governo di coalizione col partito Most-Híd, il Partito Nazionale Slovacco e La Rete. Il 15 marzo 2018 Robert Fico si dimise da premier in seguito alla crisi politica innescata dall'omicidio di Ján Kuciak; lo sostituì il 22 marzo 2018 Peter Pellegrini, mantenendo inalterata la maggioranza. Fico rimase leader del partito.
Alle elezioni europee del 2019 ha raccolto 154.996 voti, pari al 15,72% portando 3 europarlamentari nel Parlamento Europeo.
Alle elezioni parlamentari del 2020 Smer è calato nei consensi: infatti ha raccolto il 18,73%, piazzandosi al secondo posto dietro il vincente partito Gente Comune.
L'ex primo ministro Peter Pellegrini abbandonò subito dopo il partito per fondare Voce - Socialdemocrazia (HLAS–SD), un partito di centro-sinistra a vocazione maggiormente europeista, sottraendo deputati a Smer.
Nelle elezioni del 2023 lo SMER torna ad essere primo partito, col 22,9% dei voti, e di conseguenza guida la coalizione a sostegno del quarto governo Fico.

## Ideologia e posizioni
Nonostante l'appartenenza all'Internazionale socialista e all'Alleanza Progressista e il proprio dichiarato orientamento socialdemocratico, sussistono differenze sostanziali tra le politiche di Smer-SD e dei partiti socialdemocratici dell'Europa occidentale. Secondo l'esponente del partito Ľuboš Blaha, a differenza dei partiti socialdemocratici dell'Europa occidentale il cui elettorato è tendenzialmente urbano e cosmopolita, Smer-SD ha un vasto elettorato rurale tendenzialmente conservatore; se metà circa dell'elettorato di Smer-SD è progressista, l'altra metà circa è costituita da nazionalconservatori.
A differenza di molti partiti di centro-sinistra dell'Europa centro-occidentale, Smer-SD rifiuta riforme economiche di stampo neoliberista, perseguendo una crescita economica tramite investimenti pubblici. Si interessa inoltre dell'identità nazionale del Paese. Su tematiche culturali come diritti delle minoranze, diritti legati alla sfera sessuale e riproduttiva, ambiente e pluralismo culturale, Smer-SD si posiziona come un partito conservatore oppure neutrale.
Dopo che Peter Pellegrini lasciò il partito per fondare Voce - Socialdemocrazia, Smer-SD si caratterizza dal 2020 per un'ideologia sovranista di sinistra, social-conservatrice di stampo cristiano e anti-immigrazione in opposizione alla ridistribuzione dei migranti, posizioni filo-russe e un parziale euroscetticismo; è stato anche definito come nazionalconservatore.
Smer ha accostato il fenomeno migratorio con il rischio della formazione nel Paese di società parallele. Robert Fico dichiarò che solo limitando il numero di immigrati di fede musulmana, da lui identificati generalmente come poco propensi all'integrazione, si potranno scongiurare attentati terroristici in Slovacchia. Dopo gli attentati terroristici di Parigi del novembre 2015 fece eco la sua dichiarazione di voler monitorare le persone di fede musulmana nel Paese.
Smer-SD è a favore dell'appartenenza della Slovacchia all'Unione europea e alla NATO, pur sottolineando la necessità di intrattenere buone relazioni con la Russia e la Cina. Se in passato ha propugnato delle posizioni europeiste, dal 2020 si è posizionato come un partito moderatamente euroscettico. Nelle campagne elettorali ha presentato posizioni anti-occidentali e antiamericane.
In merito al conflitto russo-ucraino, Smer auspica il termine dell'aiuto militare rivolto all'Ucraina e delle sanzioni comminate contro la Russia. Interpreta l'attacco sferrato dalla Russia come una guerra per procura tra Stati Uniti e Russia, in cui quest'ultima "vede minacciati i propri interessi nazionali". Il partito è stato pertanto definito "filorusso".

## Risultati elettorali
| Elezione          | Voti      | %     | Seggi    | Posizione   |
| ----------------- | --------- | ----- | -------- | ----------- |
| Parlamentari 2002 | 387.100   | 13,46 | 25 / 150 | Opposizione |
| Parlamentari 2006 | 671.185   | 29,14 | 50 / 150 | Maggioranza |
| Parlamentari 2010 | 880.111   | 34,80 | 62 / 150 | Opposizione |
| Parlamentari 2012 | 1.134.280 | 44,42 | 83 / 150 | Maggioranza |
| Parlamentari 2016 | 737.481   | 28,28 | 49 / 150 | Maggioranza |
| Parlamentari 2020 | 527.172   | 18,73 | 38 / 150 | Opposizione |
| Parlamentari 2023 | 681.017   | 23,0  | 42 / 150 | Maggioranza |

Europee:
| Elezione     | Voti    | %     | Seggi  |
| ------------ | ------- | ----- | ------ |
| Europee 2004 | 118.535 | 16,90 | 3 / 14 |
| Europee 2009 | 264.722 | 32,02 | 5 / 13 |
| Europee 2014 | 135.089 | 24,09 | 4 / 13 |
| Europee 2019 | 154.996 | 15,72 | 3 / 13 |
| Europee 2024 | 365 794 | 24,76 | 5 / 15 |